# Lee Westwood
Lee Westwood (Worksop, Nottinghamshire, Inglaterra, Reino Unido, 24 de abril de 1973) es un golfista británico. Fue número 1 del mundo durante 22 semanas, y se ubicó 216 semanas entre los mejores cinco y 352 semanas entre los mejores diez.
Desde 1994 compite en el European Tour, donde ha obtenido 22 victorias y 141 top 10. Entre sus victorias se destacan el Volvo Masters Andalucía de 1997, el Campeonato Mundial de Match Play de 2000,  el Masters Europeo de 1999, el Abierto Europeo de 1999 y 2000, el Alfred Dunhill Links Championship de 2003 y el Campeonato Mundial de Dubái de 2009. Además, recibió la Orden de Mérito en 2000, 2009 y 2020, resultó segundo en 1999 y tercero en 1997, 1998, 2008 y 2010.
Se le considera uno de los mejores golfistas que nunca ganó un major. Resultó segundo en el Masters de Augusta de 2010 y 2016 y en el Abierto Británico de 2010, tercero en el Masters de Augusta de 2012, el Abierto Británico de 2009 y 2013, el Abierto de los Estados Unidos de 2008 y 2011 y el Campeonato de la PGA de 2009.
Tampoco logró ganar en el WGC: resultó segundo en el WGC-Campeonato Cadillac de 2000, el WGC-Bridgestone Invitational de 2008 y el WGC-HSBC Champions de 2010 y cuarto en el WGC Match Play de 2012. Del mismo modo, obtuvo el segundo puesto en el Campeonato Británico de la PGA de 2000 y 2011.
Este golfista ha disputado nueve ediciones de la Copa Ryder con el equipo europeo, logrando 23 puntos de 41, así como cuatro ediciones de la Copa Alfred Dunhill con Inglaterra y cuatro del Seve Trophy con las islas británicas.

## Carrera deportiva
Westwood comenzó a jugar al golf a los 13 años. En 1993 ganó el Campeonato Británico Juvenil y quedó subcampeón en el European Amateur, y ese mismo año se convirtió en profesional.
El británico ha disputado al menos 13 torneos oficiales del European Tour por temporada. Logró cuatro top 10 como novato en 1994. En 1996 resultó sexto con una victoria y nueve top 10. Obtuvo cuatro victorias en 1998, tres en 1999 y cinco en 2000, resultando tercero, segundo y primero en la Orden de Mérito, respectivamente.
En 2001 alcanzó apenas tres top 10 y ninguno en 2002. Este golfista triunfó dos veces en 2003, ubicándose séptimo, y repitió la séptima colocación final en 2004 con ocho top 10. En 2005 consiguió cinco top 10 y en 2006 cuatro, quedando así 27.º y 24.º, respectivamente.
Westwood retornó al pelotón de punta en 2007, resultando décimo con dos victorias y nueve top 10. En 2008 no logró ningún triunfo, aunque sus 13 top 10 le colocaron tercero en la lista de ganancias. En 2009 obtuvo dos victorias y 13 top 10, por lo que ganó la renombrada Carrera a Dubái. En 2010 se ubicó tercero con siete top 10. En 2011 quedó quinto con una victoria y ocho top 10. Este golfista triunfó una vez en 2012 y obtuvo seis top 5, quedando así 12.º en la Carrera a Dubái.
En cuanto al PGA Tour, Westwood ha logrado dos victorias y 40 top 10 a lo largo de su carrera. Su primera temporada completa fue en 2005, donde consiguió superar 12 cortes en 15 apariciones, obteniendo cinco top 25 pero ningún top 10. En 2006 logró nueve cortes y dos top 10 en 14 torneos.
En su retorno al PGA Tour en 2012, obtuvo siete top 10 y 14 cortes superados en 15 torneos, por lo que se ubicó 24.º en la lista de ganancias y 10° en los playoffs. En 2013 logró seis top 10, diez top 25 y 18 cortes superados. Así, quedó 31.º en la lista de ganancias y 41.º en los playoffs.

### Resultados en Majors
| Tournament            | 1995 | 1996 | 1997 | 1998 | 1999 |
| --------------------- | ---- | ---- | ---- | ---- | ---- |
| Masters de Augusta    |      |      | T24  | 44   | T6   |
| U.S. Open             |      |      | T19  | T7   | CUT  |
| The Open Championship | T96  | CUT  | T10  | T64  | T18  |
| PGA Championship      |      |      | T29  | CUT  | T16  |

| Tournament            | 2000 | 2001 | 2002 | 2003 | 2004 | 2005 | 2006 | 2007 | 2008 | 2009 |
| --------------------- | ---- | ---- | ---- | ---- | ---- | ---- | ---- | ---- | ---- | ---- |
| Masters de Augusta    | CUT  |      | 44   |      |      | CUT  | CUT  | T30  | T11  | 43   |
| U.S. Open             | T5   | CUT  |      |      | T36  | T33  |      | T36  | 3    | T23  |
| The Open Championship | T64  | T47  | CUT  | CUT  | 4    | CUT  | T31  | T35  | T67  | T3   |
| PGA Championship      | T15  | T44  | CUT  | CUT  | CUT  | T17  | T29  | T32  | CUT  | T3   |

| Tournament            | 2010 | 2011 | 2012 | 2013 | 2014 | 2015 | 2016 | 2017 | 2018 |
| --------------------- | ---- | ---- | ---- | ---- | ---- | ---- | ---- | ---- | ---- |
| Masters de Augusta    | 2    | T11  | T3   | T8   | 7    | T46  | T2   | T18  |      |
| U.S. Open             | T16  | T3   | T10  | T15  | CUT  | T50  | T32  | T55  |      |
| The Open Championship | 2    | CUT  | T45  | T3   | CUT  | T49  | T22  | T27  | T61  |
| PGA Championship      |      | T8   | CUT  | T33  | T15  | T43  | 85   | T67  |      |

| Tournament            | 2019 | 2020 |
| --------------------- | ---- | ---- |
| Masters de Augusta    |      | T38  |
| PGA Championship      | CUT  |      |
| U.S. Open             |      | T13  |
| The Open Championship | T4   | NT   |

(LA) = Mejor Amateur
CUT = No pasó el corte
"T" = Empatado con otros
Ret. = Retirado
ND = No Disputado
Fondo verde indica victoria. Fondo amarillo, puesto entre los diez primeros (top ten).